# 거룡
거룡(영어: Dragon Lee, 한국 한자: 巨龍, 본명: 문경석, 1958년 8월 12일 ~ )은 대한민국의 액션 무술영화배우 겸 연기자이다.

## 생애
- 그는 충청남도 서산에서 출생하였으며 한때 강원도 춘천에서 잠시 유아기를 보낸 적이 있고 태권도(跆拳道)와 합기도(合氣道)를 배우며 학창 시절을 보냈는데 이후 청년 시절이던 한때는 대한민국에서 데뷔 초기에 문거룡(文巨龍)이라는 예명을 사용하였다.

- 1978년부터는 홍콩(香港)에서 활동하였는데, 그는 이 당시에 드래건 리(Dragon Lee)라는 예명을 사용하였고, 브루스 레이(Bruce Lei)라는 별명이 붙었다.

- 그는 1976년 영화 《위대한 주먹》의 단역으로 영화배우 데뷔하였고 이듬해 1977년 영화 《최후의 정무문》에 첫 주연하였다.

- 이후 1978년부터 홍콩에서 무술영화배우로 활동하다가 대한민국으로 귀국하여 1996년 영화 《Two Men》으로 영화제작자 데뷔하였으며 그 후 사업가가 되어 아태필름영화주식회사 사장을 거쳐 영화마당주식회사 사장을 지냈으며 현재는 한국영화배우협회 회장이다.

## 소속
- 한국영화배우협회 회장
- 前 용인대학교 체육교육학과 겸임교수
- 前 한양대학교 체육교육학과 특임강사

## 학력
- 중앙대학교 국어국문학과 학사
- 연세대학교 대학원 경제학과 경제학 석사
- 연세대학교 경영대학원 경영학 석사
- 중앙대학교 사회개발대학원 사회과학 석사

## 출연작

### 영화
- 《위대한 주먹》 (1976년)
- 《장엄한 듀오》 (1976년)
- 《최후의 정무문》 (1977년)
- 《오대제자》 (1977년)
- 《무림 18여걸》 (1978년)
- 《쾌권괴초》 (1978년)
- 《사권괴초》 (1978년)
- 《잡기고수》 (1979년)
- 《타출두》 (1979년)
- 《정무지보》 (1979년)
- 《흑표비객》 (1980년)
- 《사형삼걸》 (1980년)
- 《지옥 12관문》 (1980년)
- 《일소일권》 (1980년)
- 《용권사수》 (1980년)
- 《응권》 (1980년)
- 《18 동문방》 (1981년)
- 《사형삼걸》 (1981년)
- 《정무문` 81》 (1981년)
- 《용무파계 제자》 (1981년)
- 《월굉쌍수》 (1981년)
- 《소림사 용팔이》 (1982년)
- 《인자문살수》 (1982년)
- 《뇌권》 (1983년)
- 《밤을 벋기는 독장미》 (1985년)
- 《종로부르스》 (1990년)
- 《전국구》 (1991년)
- 《전국구 2》 (1993년)
- 《암흑가의 황제》 (1994년)
- 《투맨》 (1996년) - 제작가

### 텔레비전 드라마
- 1989년 KBS 《무풍지대》
- 1990년 MBC 《대원군》 ... 광흥령 이희하 역

### 라디오 프로그램
- 2015년 EBS FM 《EBS 책 읽는 라디오 낭독 시리즈》

## 같이 보기
- 김태정
- 브루스 라이
- 황정리
- 왕호
- 황춘수